# Петелино (Омская область)
Петелино — село в Тевризском районе Омской области России. Административный центр Петелинского сельского поселения.

## История
Деревня Петелино (Култамыс) была основана в 1830 году. По данным 1928 года в деревне имелось 98 хозяйств и проживало 502 человека (в основном — русские). Функционировала школа. В административном отношении Петелино являлось центром сельсовета Тевризского района Тарского округа Сибирского края.

## География
Село находится в северной части Омской области, к югу от озера Кутамыс (старица реки Иртыш), на расстоянии примерно 17 километров (по прямой) к востоку-юго-востоку (ESE) от посёлка городского типа Тевриз, административного центра района. Абсолютная высота — 61 метр над уровнем моря.

### Часовой пояс
Село Петелино, как и вся Омская область, находится в часовой зоне МСК+3. Смещение применяемого времени относительно UTC составляет +6:00.

## Население
| 1926 | 2010 |
| ---- | ---- |
| 502  | ↘281 |

Гендерный состав
По данным Всероссийской переписи населения 2010 года в гендерной структуре населения мужчины составляли 52,7 %, женщины — соответственно 47,3 %.
Национальный состав
Согласно результатам переписи 2002 года, в национальной структуре населения русские составляли 66 %, татары — 29 %.

## Инфраструктура
В селе функционируют основная общеобразовательная школа, фельдшерско-акушерский пункт (структурное подразделение Тевризской ЦРБ), сельский клуб и отделение Почты России.

## Улицы
Уличная сеть села состоит из шести улиц.